# Discurso sobre as Ciências e as Artes
Um Discurso sobre os Efeitos Morais das Artes e das Ciências (1750), também conhecido como Discurso sobre as Ciências e as Artes (francês: Discours sur les sciences et les Arts) e comumente referido como O Primeiro Discurso é um ensaio do filósofo Jean-Jacques Rousseau, que argumentou que as artes e as ciências corrompem a moralidade humana. Foi o primeiro trabalho filosófico publicado com sucesso de Rousseau e foi a primeira expressão de suas influentes visões sobre natureza versus sociedade, às quais dedicaria o resto de sua vida intelectual. Este trabalho é considerado um de seus trabalhos mais importantes.

## Tópico do ensaio
Rousseau escreveu Discourse em resposta a um anúncio publicitário que apareceu em uma edição de 1749 do Mercure de France, em que a Academia de Dijon premiou um ensaio que respondia à pergunta: "A restauração das ciências e artes contribuiu para a purificação de "moral" De acordo com Rousseau, "dentro de um instante de ler este [anúncio], vi outro universo e me tornei outro homem." Rousseau encontrou a ideia à qual dedicaria apaixonadamente o resto de sua vida intelectual: a influência destrutiva da civilização sobre os seres humanos. Rousseau ganhou o primeiro prêmio do concurso e — em uma carreira mundana como compositor e dramaturgo, entre outras coisas — ele ganhou fama como filósofo. Estudioso Jeff J.S. Black ressalta que Rousseau é um dos primeiros pensadores da tradição democrática moderna a questionar o compromisso político com o progresso científico encontrado na maioria das sociedades modernas (especialmente as democracias liberais) e examinou os custos de tais políticas.  No Discurso das Artes e das Ciências, Rousseau "foi o autor de um ataque contundente ao progresso científico ... um ataque cujos princípios ele nunca negou e cujos detalhes ele repetiu, em certa medida, em cada um de seus escritos subsequentes. "
O relato de Rousseau sobre seu encontro inicial com a questão tornou-se bem conhecido. O amigo de Rousseau, Denis Diderot, havia sido preso em Vincennes por escrever uma obra questionando a ideia de um Deus providencial. Enquanto caminhava para a prisão para visitá-lo, Rousseau procurava uma cópia do Mercúrio da França e, quando seus olhos se voltaram para a pergunta da Academia de Dijon, ele sentiu uma inspiração repentina e avassaladora "de que o homem é naturalmente bom, e é somente a partir dessas instituições que os homens se tornam maus". Rousseau foi capaz de reter apenas alguns dos pensamentos, a "multidão de verdades", que surgiram dessa ideia — que acabaram encontrando seu caminho em seus Discursos e em seu romance Emile. Em seu trabalho, Rousseau, juiz de Jean-Jacques, Rousseau usou um francês fictício como um recurso literário para expor sua intenção no Discurso sobre as Artes e Ciências e suas outras obras sistemáticas. O personagem explica que Rousseau estava mostrando o "grande princípio de que a natureza fez o homem feliz e bom, mas que a sociedade o deprecia e o torna infeliz ... ... o vício e o erro, estranhos à sua constituição, entram nele de fora e o insensivelmente mudam." O personagem descreve o Discurso sobre Artes e Ciências como um esforço "para destruir essa ilusão mágica que nos dá uma admiração estúpida pelos instrumentos de nossos infortúnios e [uma tentativa] de corrigir essa avaliação enganosa que nos faz honrar talentos perniciosos e desprezo útil Ele nos faz ver a raça humana como melhor, mais sábia e mais feliz em sua constituição primitiva; cega, miserável e perversa na medida em que se afasta dela. Seu objetivo é corrigir o erro de nossos julgamentos para atrasar o progresso de nossos vícios e mostrar-nos que onde buscamos glória e renome, de fato encontramos apenas erros e misérias". 
Um exemplo de uma dessas "sutilezas metafísicas" às quais Rousseau pode estar se referindo foi a consideração do materialismo ou epicurismo. O estudioso Victor Gourevitch, examinando a Carta de Rousseau a Voltaire, observa: "Embora ele volte ao problema do materialismo ao longo de sua vida, Rousseau nunca o discute em detalhes. Ele escolhe escrever da perspectiva do curso normal das coisas, e o materialismo filosófico rompe com o curso comum das coisas. É o que ele chamou de uma dessas sutilezas metafísicas que não afetam diretamente a felicidade da humanidade ". A linha com a qual Rousseau abre o discurso é uma citação em latim de On the Art of Poetry (linha 25), de Horácio, que se traduz em: "Somos enganados pela aparência do direito".

## Resposta
Rousseau antecipou que sua resposta causaria "um clamor universal contra mim", mas sustentou que "alguns homens sensatos" apreciariam sua posição. Ele sustenta que isso acontecerá porque ele descartou as preocupações dos "homens nascidos para estarem presos às opiniões da sociedade em que vivem". Nisso, ele inclui "inteligência" e "aqueles que seguem a moda". Ele sustenta que aqueles que apoiam reflexivamente o pensamento tradicional meramente "brincam com o pensador livre e o filósofo", e se tivessem vivido durante a era das guerras religiosas francesas, essas mesmas pessoas teriam ingressado na Liga Católica e "não eram mais que fanáticos" advogando o uso da força para reprimir os protestantes. 
Estranhamente, Rousseau, que afirma estar motivado pela ideia de trazer algo para promover a felicidade da humanidade, define a maior parte da humanidade como seus adversários. O estudioso Jeff J. S. Black ressalta que isso ocorre porque Rousseau quer que seu trabalho o sobreviva. Rousseau sustenta que, se ele escrevesse coisas que eram populares entre a moda e a moda, seu trabalho desapareceria com o passar da moda: "Para viver além do século, é preciso recorrer a princípios mais duradouros e a leitores menos impensado. O argumento de Rousseau era controverso e gerou um grande número de respostas. Um do crítico Jules Lemaître chamando a deificação instantânea de Rousseau como "uma das provas mais fortes da estupidez humana". O próprio Rousseau respondeu a cinco de seus críticos nos dois anos seguintes, depois de ganhar o prêmio. Entre essas cinco respostas estavam respostas a Stanisław Leszczyński, rei da Polônia, M. l'Abbe Raynal e a "Última resposta" a M. Charles Bordes. Essas respostas fornecem esclarecimentos para o argumento de Rousseau no Discurso e começam a desenvolver um tema que ele avança no Discurso sobre a Desigualdade — que o mau uso das artes e das ciências é um caso de um tema maior, que o homem, por natureza bom, está corrompido pela civilização. Desigualdade, luxo e vida política são identificados como especialmente prejudiciais. A própria avaliação de Rousseau do ensaio foi ambígua. Em uma carta, ele o descreveu como um de seus "principais escritos" e um dos três únicos em que seu sistema filosófico é desenvolvido (os outros sendo o Discurso sobre Desigualdade e Emílio), mas em outro exemplo ele o avaliou como "na melhor das hipóteses" medíocre".

## Edições em Português
1. Rousseau, Jean-Jacques, Discurso sobre as ciências e as artes, tradução de Hugo Barros (Lisboa: Edições 70, 2019).